# محمد إسماعيل الأباره
محمد إسماعيل الأباره هو شاعر يمني. ولد عام 1960 في محافظة ريمة. تلقى تعليمه في البداية في ريمة، ثم انتقل إلى صنعاء وأكمل تعليمه. حصل على دبلوم هندسة مدنية من الأردن. وهو عضو في اتحاد الأدباء والكتاب اليمنيين. له الكثير من الأعمال الأدبية والشعرية والسينمائية. ترأس تحرير صحيفة «ريمة». كتب القصيدة الغنائية، والأناشيد الوطنية والدينية.

## أعماله
- موشحات وترانيم (ديوان شعر).
- القادمون من المذابح (مجموعة غنائية).
- سهيل اليماني (مجموعة غنائية).
- صهيل الحرف (مجموعة غنائية).
- معارج الجلال (مجموعة غنائية).
- عيون الأغاني (مجموعة غنائية).
- هزيم (ديوان شعر).
- زمان المعنى (ديوان شعر).
- إذا الروح يامنت (ديوان شعر).